# Hyphinoe inermis
Hyphinoe inermis är en insektsart som beskrevs av Goding. Hyphinoe inermis ingår i släktet Hyphinoe och familjen hornstritar. Inga underarter finns listade i Catalogue of Life.